# Вьетнамско-южнокорейские отношения
Вьетнамско-южнокорейские отношения — двусторонние отношения между Вьетнамом и Республикой Кореей. Дипломатические отношения между странами были установлены в 1992 году, хотя обе страны ранее имели различные дипломатические контакты задолго до этого. По словам премьер-министра Вьетнама Фана Вана Кхая, Республика Корея является очень важным партнёром Вьетнама и хорошей экономической моделью для этой страны, в планах расширять сотрудничество и обмен опытом в части экономического развития.

## История
Северная и Южная Корея направили своих военнослужащих на помощь своим идеологическим союзникам во время войны во Вьетнаме, хотя количество солдат вооружённых сил Республики Кореи было больше. Ещё в начале 1954 года президент Южной Кореи Ли Сын Ман предложил направить войска во Вьетнам, но его предложение было отклонено Госдепартаментом США. Спустя 10 лет первые южнокорейские граждане прибыли во Вьетнам и являлись некомбатантами: десять инструкторов тхэквондо, тридцать четыре офицера и девяносто шесть армейских медиков. В общей сложности, в период с 1965 по 1973 год, 312,853 южнокорейских солдат прошли через войну во Вьетнаме. Министерство культуры и коммуникаций Вьетнама считает, что южнокорейский солдаты убили порядка 41,400 военнослужащих Вьетнамской народной армии и 5000 гражданских лиц. Южнокорейские войска неоднократно обвинялись в военных преступлениях и оставили во Вьетнаме тысячи детей от вьетнамских женщин после вывода контингента.
В 2001 году президент Республики Кореи Ким Дэ Чжун выразил соболезнования вьетнамскому народу за действия корейских военнослужащих во время войны. Кроме того, он пообещал в дальнейшем поддерживать развитие Вьетнама. В 2009 году Республика Корея и Вьетнам договорились поднять двусторонние отношения до уровня всеобъемлющего партнерства.
В октябре 2022 года Республика Корея и Вьетнам достигли соглашения о поднятии отношений между двумя странами с уровня "стратегического партнерства" до уровня "всеобъемлющего стратегического партнерства", а также договорились расширить сотрудничество в области обороны и безопасности.
23 июня 2023 года президенты Республики Корея и Вьетнама Юн Сок Ёль и Во Ван Тхыонг провели  встречу в городе Ханой, в ходе которой договорились усилить оборонное сотрудничество на фоне растущей ядерной угрозы со стороны КНДР, а также расширить экономические связи в целях наращивания объемов двухсторонней торговли.

## Торговля и инвестиции
В 1996 году товарооборот между странами составил сумму в 1,3 млрд долларов США, что сделало Республику Корею третьим по величине торговым партнёром Вьетнама. В первые пять месяцев 2006 года южнокорейские инвестиции во Вьетнам составили сумму в 400 млн долларов США, около тысячи южнокорейских компаний были представлены в стране.

## Эмиграция
В 2009 году почти сто тысяч корейцев проживало во Вьетнаме и несколько сотен тысяч вьетнамцев проживало в Республике Корее.